# Perstjärnen, Värmland
Perstjärnen är en sjö i Årjängs kommun i Värmland och ingår i Göta älvs huvudavrinningsområde.